# Нешто против болова
Нешто против болова је пети студијски албум Аце Лукаса који је изашао 2002. године.

## Обраде
- 1. Нешто против болова (оригинал: Sarit Hadad - Telech kapara alai)
- 2. Кома (оригинал: Xaris Kostopoulos - Se thymamai)
- 4. Бурбон (оригинал: Omega Vibes - I patrida)
- 6. Сунцокрети (оригинал: Antonis Remos - Dikopo fili)
- 7. Не питај ме (оригинал: Gigi D'Alessio - Mon amour)